# Джон Литълууд
Джон Еденсър Литълууд (на английски: John Edensor Littlewood) е английски математик, известен с трудовете си в областта на математическия анализ, теорията на числата, диференциалните уравнения и дългогодишното си сътрудничество с Годфри Харолд Харди.

## Биография
Литълууд е роден през 1885 година в Рочестър, Кент, най-големият син в семейството на Едуард Торнтън Литълууд и Силвия Мод (по баща Оукланд). През 1892 година, бащата на Литълууд приема поста на директор на едно училище в Уайнбърг, Кейптаун, Южна Африка, където заминава със семейството си. През 1900 година Литълууд се връща в Англия, където постъпва в лондонското училище „Сейнт Пол“, където негов преподавател е Франсис Сауърби Маколи, влиятелен специалист в областта на алгебричната геометрия.
През 1903 година Литълууд постъпва в Кеймбриджкия университет, колежа „Тринити“. През 1906 започва изследователска дейност с научен ръководител Ърнст Барнс. Избран е за почетен член на колежа Тринити през 1908 година и три години по-късно за Ричардсънов професор в Университета в Манчестър, но по-голямата част от кариерата му е свързана с Кеймбридж. Избран е за професор през 1928 година, пенсионира се през 1950 година. През 1916 година е избран за член на британското Кралско научно дружество, получава Кралски медал през 1929 година, медал „Де Морган“ през 1938 година, медал „Силвестър“ през 1943 година, медал „Копли“ през 1958 година и наградата „Синиър Бъруик“ през 1960 година. Председателства Лондонското математическо общество от 1941 до 1943 година.

## Трудове
Повечето от трудовете на Литълууд са в областта на математическия анализ. Един от проблемите, който научният му ръкодовител Ърнст Барнс му дава, е да докаже Хипотезата на Риман, задача, с която той не се справя; Литълууд обаче показва, че ако е вярна Хипотезата, то от нея следва Теоремата за простите числа и с това достига до противоречие. За работата си по Хипотезата, получава почетно членство в колежа „Тринити“. Връзката между Хипотезата на Риман и Теоремата за простите числа обаче се оказва известна за математиците в континентална Европа, по който повод по-късно в книгата си „A Mathematician's Miscellany“ Литълууд пише, че преоткриването на този резултат не хвърля положителна светлина върху изолираната природа на британската математика за времето си.
Литълууд работи и самостоятелно, и в съавторство, като безспорно най-известно е сътрудничеството му с Годфри Харолд Харди. Работи заедно с Мери Картрайт по проблеми в областта на диференциалните уравнения, произтичащи от ранните изследвания в областта на радарите. В кореспондентен режим работи по проблеми като диофантовата апроксимация и проблемът на Уоринг. С Реймънд Пейли работят заедно по теорията на Литълууд-Пейли, част от теорията на трансформациите на Фурие. Заедно със Сирил Офърд съвместно работят в областта на комбинаториката по проблема за случайните суми – област, в която продължават и до днес интензивните изследвания.
Сред докторантите му личат имената на Сарвадаман Чоула, Харолд Дейвънпорт и Доналд Спенсър.
Наред с множество хипотези и твърдения, кръстени на негово име или на тандема „Литълууд-Харди“, дело на Литълууд е и шеговитият закон, който твърди, че хората могат да очакват да им се случат „чудеса“ с честота от около едно чудо на месец.

### Сътрудничество с Харди
В продължение на много години Литълууд сътрудничи с Г. Х. Харди. Заедно двамата достигат до хипотезата на Харди–Литълууд, силна форма на хипотезата за простите числа близнаци, и Втората хипотеза на Харди–Литълууд.
Литълууд, заедно с Харди, открива в индийския математик Сриниваса Рамануджан гений от калибъра на Ойлер и Якоби и помага на Рамануджан да пристигне във Великобритания, и да започне работа в Кеймбридж. Въпреки че е самоук математик, Рамануджан впоследстие става почетен член на Кралското научно дружество и почетен член на колежа „Тринити“.
В своя лекция през 1947 година датският математик Харалд Бор казва:
| „ | За да илюстрирам в каква степен през годините Харди и Литълууд се утвърдиха като лидери на съвременната английска математика, ще си позволя да цитирам думите на един колега, казани веднъж на шега: „Днес има само трима наистина велики математици в Англия: Харди, Литълууд и Харди–Литълууд.“ | “ |

Анекдотична случка от биографията на Литълууд е, че на една конференция той среща германски математик, който живо се интересува да открие дали наистина Литълууд е жив човек, тъй като винаги си бил мислел, че „Литълууд“ е псевдоним, под който Харди публикува второстепенните си резултати, под които не иска да стои името му. Твърди се, че когато чул тази история, Литълууд избухнал в смях. Подобна история се разказва и за Норберт Винер, и за Едмунд Ландау, който „толкова се съмнявал в съществуването на Литълууд, че си организирал специално пътуване до Великобритания, за да види човека със собствените си очи.“